# Inge Bödding
Inge Bödding, née Eckhoff le 29 mars 1947 à Hambourg, est une athlète ouest-allemande. 
Aux Jeux olympiques d'été de 1972 à Munich, elle remporte le bronze avec ses compatriotes Anette Rückes, Rita Wilden et Hildegard Falck derrière les équipes de la République démocratique allemande et des États-Unis.
Aux championnats d'Europe de 1969, elle remporte une médaille sous son nom de jeune fille. Elle participe encore aux championnats d'Europe deux ans plus tard où elle est double médaillée d'argent.

## Palmarès

### Jeux olympiques d'été
- Jeux olympiques d'été de 1972 à Munich (Allemagne de l'Ouest)
  -  Médaille de bronze en relais 4 × 400 m

### Championnats d'Europe
- Championnats d'Europe d'athlétisme de 1969 à Athènes (Grèce)
  -  Médaille de bronze en relais 4 × 400 m
- Championnats d'Europe d'athlétisme de 1971 à Helsinki (Finlande)
  -  Médaille d'argent sur 400 m
  -  Médaille d'argent en relais 4 × 400 m

### Championnats d'Europe en salle
- Championnats d'Europe d'athlétisme en salle de 1971 à Sofia (Bulgarie)
  -  Médaille d'argent sur 400 m
- Championnats d'Europe d'athlétisme en salle de 1972 à Grenoble (France)
  -  Médaille d'argent sur 400 m
  -  Médaille d'or en relais 4 × 360 m